# Clayhill
Clayhill es un grupo de música acústica y alternativa con toques de electrónica y folk británico, formado en Londres. El grupo está activo desde 2002, pero desde 2015 se encuentra fuera de la escena musical debido al fallecimiento de su vocalista, Gavin Clark. La banda estaba compuesta por Ted Barnes, Ali Friend y el vocalista Gavin, y a menudo colabora Beth Orton.

## Historia
Lanzaron su álbum debut, "Small Circle" en 2004 y han publicado 2 EP y un LP más, este último llamado "Mine at Last" en 2006. Durante el verano de 2006, estuvieron de gira con los ganadores del Mercury Music Prize, Gómez y Beth Orton, para promover en el Reino Unido y en los Estados Unidos "Confort of Strangers".
En el 2004, aparecieron en el concierto especial de Navidad, en el Queen Elizabeth Hall, en Londres, como uno de los invitados especiales de Aqualung. En el mismo año, la canción "Afterlight" fue utilizada para el aclamado thriller "Dead Man's Shoes". También hicieron una versión de la canción "Please, please, please, let me get what I want" del grupo "The Smiths", la cual apareció en la película "This is England" también dirigida por "Shane Meadows".
El cantante Gavin Clark colaboró en el álbum "War Stories" del grupo UNKLE. Canta en la canción "Keys to the Kingdom" y "Broken".
En el 2005, CLayhill grabó una versión de Tim Buckley: "The River" para el álbum tributo "Dream brother: The Songs of Tim and Jeff Buckley".
Ted Barnes y Gavin Clark también formaron parte de la banda sonora de la película "Somers Town", del director Shane Meadows en el 2008.
El 5 de septiembre de 2009, dieron lo que ellos dijeron que sería su último concierto, en el "King's Place Music Festival".

## Discografía
- Cuban Green (2004)

- Small Circle (2004)

- Acoustic (2005)

- Mine at Last (2006)